# Bondues
 Bondues  es una población y comuna francesa, en la región de Norte-Paso de Calais, departamento de Norte, en el distrito de Lille y cantón de Marcq-en-Barœul.

## Demografía
| 3574 | 3961 | 6706 | 8840 | 10 281 | 10 680 |
| Para los censos de 1962 a 1999 la población legal corresponde a la población sin duplicidades (Fuente: INSEE [Consultar]) |      |      |      |        |        |

## Ciclismo
En la localidad está situada la sede del equipo ciclista profesional Cofidis.